# Plymouth (Ohio)
Plymouth és una població dels Estats Units a l'estat d'Ohio. Segons el cens del 2000 tenia 1.852 habitants.

## Demografia
Segons el cens del 2000, Plymouth tenia 1.852 habitants, 678 habitatges, i 536 famílies. La densitat de població era de 322,1 habitants/km².
Dels 678 habitatges en un 40,9% hi vivien nens de menys de 18 anys, en un 61,1% hi vivien parelles casades, en un 13,4% dones solteres, i en un 20,8% no eren unitats familiars. En el 18,3% dels habitatges hi vivien persones soles el 6,9% de les quals corresponia a persones de 65 anys o més que vivien soles. El nombre mitjà de persones vivint en cada habitatge era de 2,73 i el nombre mitjà de persones que vivien en cada família era de 3,09.
Per edats la població es repartia de la següent manera: un 31% tenia menys de 18 anys, un 8,3% entre 18 i 24, un 28,5% entre 25 i 44, un 22,3% de 45 a 60 i un 9,9% 65 anys o més.
L'edat mediana era de 33 anys. Per cada 100 dones de 18 o més anys hi havia 89,6 homes.
La renda mediana per habitatge era de 36.994 $ i la renda mediana per família de 40.559 $. Els homes tenien una renda mediana de 35.737 $ mentre que les dones 23.807 $. La renda per capita de la població era de 15.474 $. Aproximadament el 10,4% de les famílies i el 13,3% de la població estaven per davall del llindar de pobresa.

## Poblacions més properes
El següent diagrama mostra les poblacions més properes.